# 那留村
那留村（なるむら）はかつて岐阜県郡上郡に存在した村である。
現在の郡上市白鳥町那留に該当する。

## 歴史
- 1889年（明治22年）7月1日 - 町村制により、那留村発足。
- 1897年（明治30年）4月1日 - 野添村、六ノ里村、陰地村、西多村と合併し、牛道村発足。同日那留村廃止。